# Nikkō Shōnin
Nikko Shonin(1246-1333), también conocido como Hoki-ko o Hoki-bo, fue un monje budista. Según la tradición de la Nichiren Shoshu fue el sucesor directo designado por Nichiren. Es también el fundador del templo Taiseki-ji a los pies del Monte Fuji en Japón.
Nikko nació en Kajikazawa, distrito de Koma, en la provincia de Kai. Su padre se llamaba Oi no Kitsuroku y su madre pertenecía a la familia Yui en Fuji. Su padre falleció cuando él era un niño, y su madre se casó de nuevo, por lo que fue criado por su abuelo por parte de madre. A temprana edad ingresó al templo Shijuku-in de la escuela Tendai, en la provincia de Suruga. allí aparte de estudiar las doctrinas de la escuela Tendai, también estudió los clásicos chinos, literatura japonesa, poesía, caligrafía y otros. Shijuku-in estaba relacionado con el templo Jisso-ji de la escuela Tendai cercano a Iwamoto. 
En 1258 Nichiren visitó Jisso-ji para estudiar los sutras en la biblioteca, en busca de fuentes para escribir su "Tesis sobre el establecimiento de la enseñanza correcta para la pacificación de la tierra". Nikko tuvo la oportunidad de servir a Nichiren allí y decidió volverse su discípulo. 
Aunque muy joven en aquel tiempo Nikko sirvió a Nichiren de manera devota. Se unió a Nichiren en su lugar de exilio en la península de Izu en 1261. Durante este periodo convirtió a un sacerdote de la escuela Palabra Verdadera (Shingon) llamado Gyoman a la enseñanza de Nichiren. Gyoman cambia el nombre de su templo a Daijo-ji y nombra a Nikko su fundador. En 1271 Nikko acompañó a Nichiren en su exilio a la isla de Sado. 
Cuando Nichiren abandonó Kamakura en 1274 Nikko hizo arreglos con uno de sus conversos llamado Hakiri Sanenaga para que Nichiren viviera en Minobu.
Nikko rescató las lecturas de Nichiren sobre el Sutra del Loto en "El récord de las enseñanzas trasmitidas oralmente" en el primer mes de 1278. También realizó grandes esfuerzos de propagación en Kai, Suruga e Izu que se expandieron a otras provincias.
Falleció en el año 1333, 51 años después que su maestro, lo que da una larga existencia de propagación.